# Fran Miholjević
Fran Miholjević (ur. 2 sierpnia 2002) – chorwacki kolarz szosowy.
Kolarstwo uprawiał również jego ojciec, Vladimir Miholjević.

## Osiągnięcia
Opracowano na podstawie:

2019
- 1. miejsce w mistrzostwach Chorwacji juniorów (jazda indywidualna na czas)
- 2. miejsce w mistrzostwach Chorwacji juniorów (start wspólny)
- 1. miejsce w Belgrade Trophy Milan Panić
  - 1. miejsce w klasyfikacji młodzieżowej
  - 1. miejsce na etapie 1b

2020
- 1. miejsce w mistrzostwach Chorwacji juniorów (jazda indywidualna na czas)
- 1. miejsce w mistrzostwach Chorwacji juniorów (start wspólny)

2021
- 1. miejsce w mistrzostwach Chorwacji U23 (jazda indywidualna na czas)
- 2. miejsce w mistrzostwach Chorwacji (start wspólny)
- 3. miejsce w Karpackim Wyścigu Kurierów
  - 1. miejsce w klasyfikacji młodzieżowej
  - 1. miejsce w prologu

2022
- 1. miejsce w GP Vipava Valley & Crossborder Goriška
- 2. miejsce w Trofeo Città di San Vendemiano
- 1. miejsce na 3. etapie Giro di Sicilia
- 1. miejsce w Karpackim Wyścigu Kurierów
  - 1. miejsce w klasyfikacji młodzieżowej
  - 1. miejsce w klasyfikacji punktowej
  - 1. miejsce na 1. etapie
- 2. miejsce w mistrzostwach Europy U23 (jazda indywidualna na czas)

## Rankingi
| Rok             | 2021 | 2022 | 2023  | 2024  |
| --------------- | ---- | ---- | ----- | ----- |
| World Ranking   | 527. | 354. | 1555. | 3091. |
| UCI Europe Tour | 424. | 284. | -     | -     |
|                 |      |      |       |       |
| Źródło: UCI     |      |      |       |       |